# Diestrammena tsongkhapa
Diestrammena tsongkhapa is een rechtvleugelig insect uit de familie grottensprinkhanen (Rhaphidophoridae). De wetenschappelijke naam van deze soort is voor het eerst geldig gepubliceerd in 1973 door Würmli.